# Deccan (språk)
Deccan, anglifierat från prakrit dakkhin är ett indoariskt språk som talas på den deccanska högplatån i södra Indien. Med 12 miljoner talare är deccan ett av de 100 mest talade språken i världen, med placering 78 år 2010, vilket kan jämföras med svenskan på plats 94.